# Campeonato Francés de Fútbol (USFSA) 1903
El Campeonato Francés de Fútbol 1903 fue la décima edición de dicho campeonato, organizado por la USFSA (Union des Sociétés Françaises de Sports Athlétiques). El campeón fue el RC Roubaix.

## Torneo

### Primera ronda
- Stade Bordelais UC - Olympique de Marseille

OM ganó 2-1, pero SBUC hace una demanda contra el jugador del Marseille, Dubreuil.

### Cuartos de final
- Le Havre AC 3-0 Sport Athlétique Sézannais
- RC France 5-0 Stade Bordelais UC
- Union Athlétique du Lycée Malherbe 4-1 Football Club Rennais
- RC Roubaix - Amiens AC (forfeit del Amiens)

### Semifinales
- RC France 5-1 Union Athlétique du Lycée Malherbe
- RC Roubaix - Le Havre AC (forfeit del Havre)

### Final
- RC France 2-2 RC Roubaix (se recurrió a un desempate)
- RC Roubaix 3-1 RC France